# Maltaza
Maltaza, α-glukozydaza (EC 3.2.1.20) enzym trawienny z grupy hydrolaz. Uczestniczy w rozkładzie złożonych węglowodanów, zwłaszcza maltozy (która należy do disacharydów), powstającej w wyniku wstępnego trawienia skrobi i glikogenu. Rozkłada maltozę do glukozy (w wyniku hydrolizy jednej cząsteczki maltozy powstają dwie cząsteczki glukozy). Maltaza znajduje się w błonie śluzowej jelita cienkiego. Maltazę, podobnie jak inne enzymy, cechuje swoistość substratowa, która polega na tym, że dany enzym wiąże się wyłącznie z określonym substratem lub substratami. Oznacza to, że maltaza łączy się wyłącznie z cząsteczką maltozy. Tak wybiórczy sposób działania enzymów wynika ze wzajemnego dopasowania centrum aktywnego enzymu i cząsteczek substratu(ów).